# Vesperus brevicollis
Vesperus brevicollis är en skalbaggsart som beskrevs av Mariano de la Paz Graells 1858. Vesperus brevicollis ingår i släktet Vesperus och familjen långhorningar.
Artens utbredningsområde är Portugal. Inga underarter finns listade i Catalogue of Life.